# Glappo
Glappo, Glappis (zm. 1273 w Królewcu) − wódz pruskiego plemienia Warmów.
Podczas II powstania pruskiego (zwanego też Wielkim Powstaniem Pruskim) został przez lud Warmów wybrany wodzem plemienia. Odnosił sukcesy w walkach z zakonem krzyżackim. W 1261 odzyskuje podbite przez Krzyżaków pruskie osady Lidzbark Warmiński i Braniewo. W 1266 zdobywa zamek Brandenburg (współcześnie Uszakowo w obwodzie królewieckim).
Pojmany w 1273 został poddany torturom, a następnie stracony na wzgórzu Królewca. Dla Krzyżaków miało to duże znaczenie, o czym świadczy fakt, że od jego imienia wzgórze nazwali Glappenberg.